# 蓝若梅鲷
蓝若梅鲷（学名：Paracaesio caeruleus）为笛鲷科若梅鲷属的鱼类，俗名蓝色拟乌尾冬。分布于台湾岛等。该物种的模式产地在日本。

## 扩展阅读
維基物種上的相關：蓝若梅鲷